# سینای
سینای (به ایتالیایی: Sinnai) یک کومونه در ایتالیا است که در استان کالیاری واقع شده‌است.

## خصوصیات
سینای ۲۲۳٫۴ کیلومترمربع مساحت و ۱۷٬۱۷۴ نفر جمعیت دارد و ۱۳۳ متر بالاتر از سطح دریا واقع شده‌است.

## خواهرخوانده
شهرهای Bovolone، تمپیو پاوزانیا، آرمونگیا، فوتزا و آسیاگو خواهرخوانده‌های سینای هستند.